# Кривошеєв Сергій Ігорович
Сергі́й І́горович Кривоше́єв (нар. 15 серпня 1995, с. Новогригорівка, Бахмутський район, Донецька область — пом. 14 червня 2014, м. Луганськ, Україна) — український військовослужбовець, десантник, солдат Збройних сил України.

## Життєпис
Сергій Кривошеєв народився 1995 року на Донеччині, в селі Новогригорівка Бахмутського (на той час — Артемівського) району. 2011 року померла мама, і Сергій з братом і трьома сестрами лишились сиротами. З 1-го по 9-й клас навчався в загальноосвітній школі-інтернаті для дітей-сиріт у місті Амвросіївка. Займався спортом, здобував призи у багатьох змаганнях, навчався і виступав у складі духового оркестру, серйозно займався туризмом, отримав юнацький розряд зі спортивного орієнтування. Після закінчення у 2010 році 9-го класу вступив до Донецького професійно-технічного училища № 22, де здобув фах електрозварювальника.
Під час служби в армії, маючи гарну фізичну підготовку, у вересні 2013 року на контрактній основі потрапив до десантних військ — у Дніпропетровську десантну бригаду. Спершу був снайпером та кулеметником, а пізніше набув ще одного фаху — механік-водій бойової машини десанту.
Солдат, механік-водій 25-ї Дніпропетровської повітряно-десантної бригади Високомобільних десантних військ ЗС України, в/ч А1126, смт Гвардійське, Дніпропетровська область.
З початком російської збройної агресії проти України виконував завдання на території проведення антитерористичної операції. Бойове хрещення отримав під Слов'янськом, і дуже переймався, що воювати доводиться вдома і проти людей, яким вбили в голови, що регулярні українські війська — це «фашисти», «бендерівці» чи взагалі іноземні найманці. Пізніше служив у районі міста Амвросіївка, де пройшли його шкільні роки, і де вчилися в тій же школі-інтернаті три його молодші сестри. Як тільки мав вільний від служби час, приходив у гості до сестричок.

## Обставини загибелі
13 червня 2014 року десантники готувались до відправлення в зону проведення АТО. У ніч на 14 червня трьома військово-транспортними літаками Іл-76 МД з інтервалом у 10 хвилин вони вилетіли в Луганський аеропорт на ротацію особового складу. На борту також була військова техніка, спорядження та продовольство.
14 червня о 0:40 перший літак (бортовий номер 76683), під командуванням полковника Дмитра Мимрикова приземлився в аеропорту.
Другий Іл-76 МД (бортовий номер 76777), під керівництвом командира літака підполковника Олександра Бєлого, на борту якого перебували 9 членів екіпажу 25-ї мелітопольської бригади транспортної авіації та 40 військовослужбовців 25-ї Дніпропетровської окремої повітряно-десантної бригади, о 0:51, під час заходу на посадку (аеродром міста Луганськ), на висоті 700 метрів, був підбитий російськими терористами з переносного зенітно-ракетного комплексу «Ігла». В результаті терористичного акту літак вибухнув у повітрі і врізався у землю поблизу території аеропорту. 49 військовослужбовців — весь екіпаж літака та особовий склад десанту — загинули. Третій літак за наказом повернувся в Мелітополь.
|                                                  | Там все було дуже грамотно по-військовому сплановано. Там без Росії не обійшлось. Вогонь вівся з усіх сторін. Це було не на рівні ненавчених бойовиків. Обстріл літака вівся дуже грамотно. Спочатку підсвічували трасером, а потім били. Із ПЗРК неможливо було збити літак, навіть якби боєприпас потрапив у двигун, то літак все рівно не загинув би. Стріляли з «Шилки». |
| — Командир 25-ї БрТрА полковник Дмитро Мимриков. | |

Пройшло більше 40 діб перш ніж десантників поховали: українські військові збирали рештки тіл загиблих, влада домовлялася з терористами про коридор для евакуації, в Дніпрі проводились експертизи ДНК для ідентифікації.
Похований на міському кладовищі міста Дебальцеве Донецької області.

## Діти Кривошеєви. Евакуація з Амвросіївського інтернату
У Сергія Кривошеєва в Амвросіївській школі-інтернаті залишилися старший 20-річний брат Максим і три молодші сестри — 6-класниця Саша, 8-класниця Аліна та 10-класниця Катерина.
Всі діти Кривошеєви — дуже талановиті. Вони мають безліч захоплень і беруть активну участь у різноманітних гуртках: гарно співають, танцюють, малюють, вишивають тощо. Максим займається боксом, Аліна — гирьовим спортом, і у своїй віковій категорії стала бронзовим призером чемпіонату України. А ще Аліна брала участь у популярному конкурсі-шоу «Україна має талант».
Російські терористи мали намір незаконно вивезти українських дітей з Амвросіївського інтернату до Ростовської області РФ. Завдяки мужності директора школи-інтернату Володимира Хоботова, якому терористи погрожували розстрілом, та професійним діям військовиків 3-го Кіровоградського полку спецпризначення 4 липня 2014 року вдалося евакуювати дітей у Запорізьку область. 62 дитини та 12 супроводжуючих з інтернату у режимі повної таємності були вивезені автобусами, минуючи всі блок-пости, на безпечну територію.

## Нагороди та відзнаки
- Орден «За мужність» III ст. (20.06.2014, посмертно) — за особисту мужність і героїзм, виявлені у захисті державного суверенітету та територіальної цілісності України, вірність військовій присязі та незламність духу[5].
- Нагрудний знак «За оборону Луганського аеропорту» (посмертно).

## Вшанування пам'яті
- 13 червня 2015 року в Дніпрі на Алеї Героїв до роковин загибелі військових у збитому терористами літаку Іл-76 встановили пам'ятні плити з іменами загиблих воїнів[6].
- 18 червня 2016 року на території військової частини А1126 в смт Гвардійське урочисто відкрили пам'ятник воїнам-десантникам 25-ї повітряно-десантної бригади, які героїчно загинули під час бойових дій в зоні проведення АТО. На гранітних плитах викарбувані 136 прізвищ, серед них і 40 десантників, які загинули у збитому літаку в Луганську[7].